# Grumman XF5F
Die Grumman XF5F Skyrocket war ein zweimotoriger schiffsgestützter Jagdflugzeugprototyp der US Navy aus dem Jahre 1940. Auffallend war bei dem Flugzeug die sehr ungewöhnliche Tragflächenkonfiguration.

## Geschichte

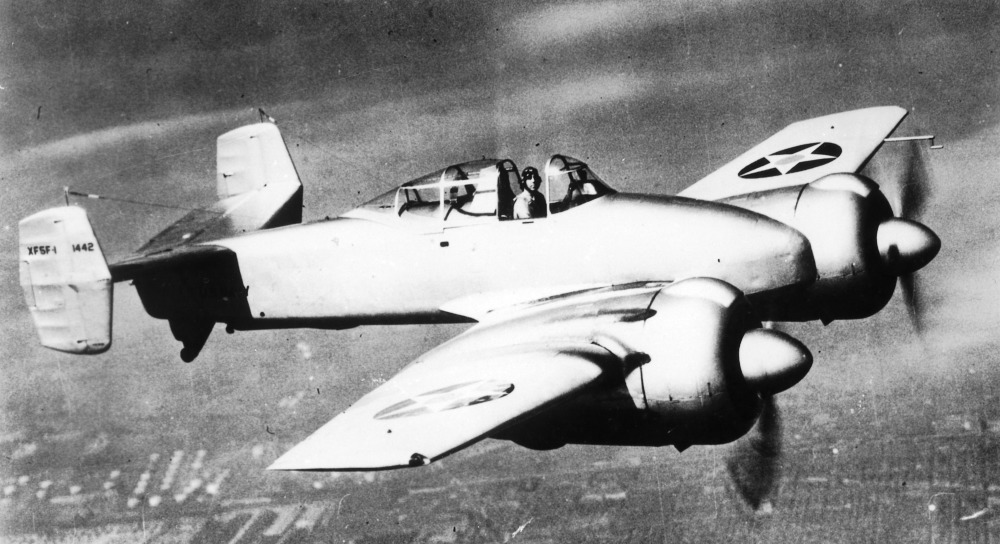
XF5F-1 nach den Umbauten

Grumman XF5F-1

Im Jahre 1938 stellte Grumman sein Modell G-34 der US Navy vor. Es unterschied sich radikal von den bisherigen einmotorigen Marinejägern, die gerade von Doppeldeckern auf Eindecker umgestellt wurden. Der Tiefdecker G-34 besaß zwei Sternmotoren, ein doppeltes Seitenleitwerk und eine außergewöhnlich weit nach vorne verlegte Tragfläche. Der Rumpfbug endete mitten in der Tragfläche.
Die US Navy bestellte am 30. Juni 1938 einen mit zwei 23-mm-Madsen-Kanonen ausgerüsteten Prototyp mit der Bezeichnung XF5F-1.
Das Flugzeug flog erstmals am 1. April 1940. Der Flug war von Kühlungsproblemen der Motoren begleitet, was entsprechende Umbauten zur Folge hatte.
Weitere Änderungen führten zu einer niedrigeren Cockpithaube und einer neuen Bewaffnung. Es wurden vier 12,7-mm-Maschinengewehre eingebaut. Die Motorgondeln wurden umgebaut, die Propellernaben bekamen Spinner und schließlich wurde der Rumpf doch über die Flügelvorderkante hinaus verlängert. Diese Änderungen waren am 15. Juli 1941 abgeschlossen. Nach mehreren Testflügen mussten noch weitere Änderungen vorgenommen werden, die am 15. Januar 1942 fertiggestellt waren.
In der Zwischenzeit arbeitete Grumman bereits an einem Nachfolger mit stärkeren Motoren, der XF7F-1. Die XF5F-1 wurde unterdessen weiter getestet und die Ergebnisse bei der XF7F-1 berücksichtigt. Die Tests der XF5F-1 waren von verschiedenen Fahrwerksproblemen bei der Landung geprägt.
Trotz einer gelungenen Landung auf einem Flugzeugträger am 11. Dezember 1944 wurde das Programm eingestellt. Die Entwicklung der XF7F-1 führte parallel zum Hochleistungs-Jagdbomber Grumman F7F Tigercat, einem der fortschrittlichsten Kolbenflugzeuge der US Navy im Zweiten Weltkrieg.

## Grumman XP-50

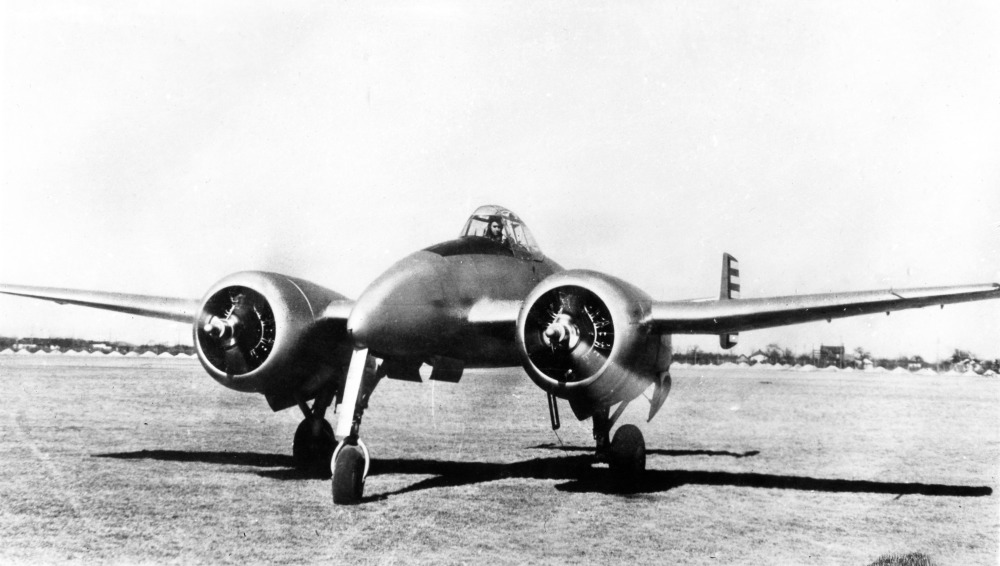
Grumman XP-50

Eine Weiterentwicklung der XF5F-1 war die XP-50 (Werksbezeichnung G-46) mit zwei Wright R-1820-67-/69-Motoren. Sie besaß einen nochmals verlängerten Rumpfbug, und im Unterschied zur XF-5F-1 ein Bugradfahrwerk. Der Erstflug fand am 14. Februar 1941 statt, aber bereits am 14. Mai explodierte im Flug ein Turbolader und die Maschine stürzte in den Long Island Sound. Die Entwicklung wurde daraufhin eingestellt.

## Technische Daten
| Kenngrößen            | Daten                                                                       |
| --------------------- | --------------------------------------------------------------------------- |
| Besatzung             | 1                                                                           |
| Länge                 | 8,76 m                                                                      |
| Spannweite            | 12,80 m                                                                     |
| Höhe                  | 3,45 m                                                                      |
| Flügelfläche          | 28,2 m²                                                                     |
| Flügelstreckung       | 5,8                                                                         |
| Leermasse             | 3677 kg                                                                     |
| Startmasse            | 4600 kg                                                                     |
| Triebwerke            | 2 × Wright XR-1820-40/42 9-Zylinder-Sternmotor mit je 1.200 PS (ca. 880 kW) |
| Höchstgeschwindigkeit | 616 km/h auf Meereshöhe                                                     |
| Dienstgipfelhöhe      | 6160 m                                                                      |
| Reichweite            | 1930 km                                                                     |
| Bewaffnung            | vier 12,7-mm-MGs, zwei 75-kg-Bomben                                         |